# ガルム (雑誌)
『ガルム』（典: Garm）は、フィンランドのヘルシンキで1923年から1953年まで発行されたスウェーデン語の雑誌。スウェーデン語のカリカチュア雑誌としては最も長命で、編集人の急死で終刊となるまで好評を保ち続けた。誌名は北欧神話の番犬ガルムを由来にしており、黒い犬のシンボルキャラクターは表紙に登場して人気を呼んだ。
主な読者層はスウェーデン語系フィンランド人であり、スタッフもスウェーデン語系が中心となった。編集人のヘンリー・レインは「あらゆる独裁を憎悪する」ことをモットーとし、自由を妨げる事物をユーモアを込めて風刺するスタイルをとった。題材になったのは禁酒令、排他的な民族主義やファシズム、ソビエト連邦やナチス・ドイツ、少数派を攻撃するメディアなどだった。
レインの個人誌でもあり、レインの知人や友人である作家や芸術家たちが参加した。初期の首席画家はシグネ・ハンマシュティエン＝ヤンソンで、その娘で『ムーミン』シリーズの作者でもあるトーベ・ヤンソンも首席画家となった。『ガルム』は、トーベがムーミン・トロールの原型となったキャラクターを初めて発表した雑誌でもある。

## 時代背景
19世紀末以降のフィンランドは政治経済や文化の変動が続いた。ロシア帝国のフィンランド大公国だった時代をへてロシアから独立し、内戦が起きて国内で白衛隊と赤衛隊に分かれて戦った。独立後は公用語としてフィンランド語とスウェーデン語が定められたが、スウェーデン語を公用語から外そうとする民族主義運動が起き、言語闘争となった。排他的な純正フィンランド性運動や、暴力的なラプア運動などの活動も活発になった。国外からはソビエト連邦（ソ連）やナチス・ドイツの圧力があり、世界大戦期には両国との戦争も行われた。1840年代から始まった禁酒をめぐる対立は、国民投票にかけられる規模の問題となった。
フィンランドのスウェーデン語系は少数派であり、1917年の独立時点で総人口の約11%にあたる約35万人だった。『ガルム』はスウェーデン語系の葛藤を表現するメディアとしての役割もあった。フィンランドでは独立後の1919年に報道の自由が認められたが、1947年までは検閲が存在した。このため、権力を批判する際にはカリカチュアによる視覚的表現が重要となった。
スウェーデン語系にとって、スウェーデンの首都ストックホルムは文化的・精神的に重要な都市だった。ストックホルムで1897年にカリカチュア雑誌の『ストリクス（梟）』が創刊されると、1898年にはフィンランドのヘルシンキで同様の雑誌として『フィーレン（灯台）』が創刊された。そうした先行諸誌によってカリカチュアの需要が存在しており、『ガルム』は先行誌が休刊したタイミングで発行された。

## スタッフ

### 編集人
創刊時はヘンリー・レインと作家のトゥーレ・ヤンソンが編集人となった。2人ともスウェーデン語系であり、ストックホルムの新聞社を通してスカンディナヴィアの知識人や政治家と交流し、国際派を自認していた。外交的なレインと内省的なヤンソンの組み合わせは、『ガルム』の魅力を多様にした。レインはさまざまな執筆陣を集めた。ヤンソンはトゥルク出身である点を活かし、首都ヘルシンキのスノビズムに偏らない身近な誌面づくりをした。
ヤンソンは1926年まで共同編集人をつとめたのち、1929年にスウェーデンに移住した。『ガルム』はレインの個人発行の雑誌となり、資金の工面、作家の選定、記事の編集をレイン1人で行った。指示には電話と手紙を使い、レインは記事の題材になるテーマを思いつくと作家に電話をして、内容・数量・締め切りを告げるという方法をとった。

### 作家
スウェーデン語系フィンランド人の芸術家、作家、ジャーナリストらが中心となった。言語的少数派であるためコミュニティは小規模で、作家仲間は皆が知り合いと呼ばれることもあった。
創刊号の執筆者には、詩人のベルテル・グリペンベリ、雑誌編集人のラファエル・リンドクヴィストらの名があり、初期はこの2人が厚遇された。両者とも親ドイツ的で王党派に属する保守的な立場にあり、広い読者層にアピールするためにレインが考えた人選だった。その後、2人はさらに保守化してレインとは違う道を選んだ。『ガルム』創刊当時のヨーロッパではモダニズム文学が注目されていた。しかし、フィンランドのモダニズムの文学者は創刊に参加していない。その理由として、グリペンベリとリンドクヴィストがモダニズムに批判的だった点がある。
首席画家は創刊時からシグネ・ハンマシュティエン＝ヤンソンがおり、1930年代後半からはシグネの娘のトーベ・ヤンソンが活動した。首席画家には制作で自由裁量が認められていた。トーベの回想によれば、レインは「好きなようにやってみたまえ、読者が大笑いする、それが肝心なのだ」と語っていた。その他に参加した作家として、フィンランドのモダニズム芸術の旗手だったマルクス・コリンや、若手画家のリーダー的な存在だったサム・ヴァンニ、エリク・ヴァストレム、ゲルムンド・パーエル、ヨスタ・ティレン、ヤルマル・レヴィング、オスカル・フルヒェルム、アルヴァル・カーヴァン、ヒャルマル・ハーゲルスタム、詩人のアルヴィド・メルネ、ジャーナリストのグンナル・モルテンソン、マッティ・ヴァレン、スヴェレ・ブルムフェルト、エリク・ベルイマン、M・カロニウスらがいる。
戦後はデザイナーとして活躍したカイ・フランクや、セーデルストレム社の社員でシグネやトーベと仕事をしていたベルテル・アッペルベリらも参加していた。シグネは1931年1月から12月にかけては共同編集人もつとめた。『パンチ』などの他紙のイラストが転載されることもあった。

## 誌名、シンボル
誌名は北欧神話に登場するガルムという犬に由来する。ガルムは死者の国ヘルヘイムの番犬で、神々も恐れる獰猛な犬として知られている。雑誌のスタイルを象徴する名前としてリンドクヴィストが考案した。
ウラル語族に属するフィンランド語系の間では、カレリア地方に由来する叙事詩『カレワラ』が流行していた。他方でインド・ヨーロッパ語族に属するスウェーデン語系では北欧神話のエッダやサガが好まれており、ガルムが選ばれたのもそうした事情による。

### シンボル
ガルムのキャラクターは、シグネが黒い犬の姿で図案化した。『ガルム』より前に出版されていたカリカチュア雑誌の『ストリクス』はフクロウ、『フィーレン』はイカをシンボルにしており、動物を使う伝統は『ガルム』に引き継がれた。目をむいて吠える犬は、何にでも牙をむくレインの戯画になっており、がっしりした顎と太い首はレインの外見にも似ている。
ガルムは、現代的なセンスで描かれて人気を呼んだ。ガレオン船の船首像になったり、自動車に乗ったり、薔薇の花束をかかげてボートを操ったりしている（シグネ画）。クリスマスの時期には、聖ルチア祭でルチアの格好をしたり、サンタクロース姿のレインとソリに乗った。
北欧神話をもとにして、ガルムがニヴルヘイムをナチス・ドイツから守るイラストもある。ガルムから逃げ出す者たちはヴァイキングに似た服装をしているが、盾にはナチスを表すハーケンクロイツや、ナチスに協力したノルウェーの政治家ヴィドクン・クヴィスリングを示すQのマークがある（トーベ画）。1940年代に『ムーミン』シリーズが出版されたのちは、ムーミン・トロールと共に表紙に出るようになった（トーベ画）。

## 内容
レインは「あらゆる独裁を憎悪する」ことをモットーとし、穏健なリベラリズムを主張した。批判の対象となったのは、1920年代には禁酒法や排他的な純正フィン主義同盟があり、1930年代以降はヒトラーやナチス・ドイツ、スターリンやソビエト連邦、そして国内の親ソ連派や親ナチス・ドイツ派も題材とした。レインには「揶揄に耐えざるものに価値もなし」というモットーもあった。『ガルム』は攻撃や揶揄に値する対象に吠えるという意味で、題材にされた相手の反撃を受けにくくする意図があった。
創刊号の1ページ目に「最初の告白」と題したレインの決意表明があり、次のような内容だった。
- 『ガルム』は万人に待たれていたカリカチュア誌である。他の新聞雑誌があまりにもくだらないからだ。
- 『ガルム』は愉しい雑誌となる。愉しくあるには勇気がいる。『ガルム』はその勇気をふるう。
- 『ガルム』は自由に、はばからず、物申す雑誌となる。
- 『ガルム』は在フィンランドのスウェーデン人に、にっこり笑うという技術を教えたい[39]。

『ガルム』がユーモアを中心とした理由には、検閲への対策という面もあった。文章で明言するのではなく、視覚的な揶揄によって権力者を批判することを目的とした。ユーモアの表現方法は作家ごとに異なり、たとえばスウェーデン出身でフィンランドに移住したシグネの風刺は、辛辣な内容をもつ。フィンランド出身のスウェーデン語系であるトーベはユーモラスな日常描写を得意とし、ヒトラーやスターリンを風刺する時も同様だった。
時事問題だけでなく日常生活や文化も題材として、韻文や短編小説、文芸批評や劇評も掲載した。つねに政治的な問題があるわけでないというレインの判断によっていた。

### 1920年代

#### 禁酒法
フィンランドでは宗教的な倫理観を背景として、アルコールは貧困や生活の災いになるという思想があった。1840年代からアルコールの問題が指摘され、1866年には自家蒸留が法律で禁止されて酒類販売が許可制となった。独立後の1919年には禁酒法が施行され、共和国が最初に施行した法律の一つだった。しかし禁酒法の効果はなく、酒の密造や密輸が横行した。
『ガルム』は禁酒法を風刺する内容を掲載した。1924年の表紙では、禁酒法に感謝する「スオミ母さん」の横で密輸が進んでいる様子が描かれた（フルヒェルム画）。同号では「フィンランド共和国の新紋章の提案」と題して、アルコール飲料を象徴するイラストに差し替えた紋章を掲載した。学生帽をかぶって酒をあおる獅子、酒樽、栓抜き、密造酒や密輸船などが描かれている（ヴァレン画）。

#### 閏年広告
当時フィンランドにおいて女性は慎み深さを求められ、女性から結婚を申し込めるのは閏年だった。内戦によって青年や壮年の男性が減り、女性は交際相手と出会うために新聞や雑誌に広告を載せた。『ガルム』ではこの現象について、さまざまな女性の姿と広告の内容をコミカルに描いた（シグネ画）。

#### ファシズム
イタリアで政権をとったムッソリーニを、『ガルム』は1920年代から題材にした。1928年のイラストでは、演説をするムッソリーニを背景に「独身」のカードを背負う男性たちが捕らえられ、ローマ教皇のもとに連れていかれる。ラテラノ条約以降ムッソリーニに協力したローマ教皇庁への皮肉と、人口増加という目標で一致していたムッソリーニと教皇庁への皮肉を兼ねている（シグネ画）。

#### プウッコ
プウッコとは、フィンランドで自由人が伝統的に身につけてきたナイフを指す。刃渡りと柄の長さは持ち主の掌の大きさによって決まり、名誉を守る戦いで使うことを求められた。民族主義が活発化した1920年代から1930年代には危険視され、映画館やパーティなどの場でプウッコの所持を禁じる法改正が行われた。
1928年の『ガルム』では、アムステルダムオリンピックで活躍したフィンランド選手とプウッコで喧嘩をする酔漢を並べて描き、どちらもフィンランド人であるという詩がつけられた（フルヒェルム画）。

### 1930年代

#### 大フィンランド主義、純正フィンランド性運動
大フィンランド主義は、フィンランド語を共有する居住地域の統合を目指し、フィンランドに帰属すべき地域としてロシア領やスウェーデン領も含める思想だった。1922年にはヘルシンキ大学の学生が中心となってカレリア学徒会（AKS）を設立した。生存圏をかかげて領土拡張を目指したナチス・ドイツも大フィンランド構想に影響を与えていた。 純正フィンランド性運動は、内戦後の国内の統一をはかるためにフィンランド語のみを公用語にすることを目的とした。1923年に設立された愛国人民連盟（IKL）やカレリア学徒会がこの運動に参加した。 
『ガルム』は大フィンランド主義者や純正フィンランド性運動をたびたび題材にした。1930年5月の表紙は、スウェーデン領に進出しようとする大フィンランド主義者を「報われぬ恋」として揶揄した。プウッコを付けたマッチョな男＝大フィンランド主義者が、女性＝スウェーデンに拒絶されている（シグネ画）。

#### ラプア運動
フィンランドの反共・ファシズム運動としてラプア運動がある。世界恐慌後の不況下で不満をもつ人々がメンバーで、「フィンランドのムッソリーニ」と呼ばれたヴィヒトリ・コソラが中心人物だった。当初は保守団体やブルジョアの支持を得たが、暴力的な事件や議会への過度な要求を重ねたため、支持を失っていった。
ラプア運動のメンバーは、ストールベリ元大統領を自由主義者とみなして誘拐未遂を起こし、『ガルム』はこの事件を揶揄するイラストを掲載した。イラストでは過激派を手なずけているようにも見えるストールベリが描かれている（シグネ画）。

#### 言語闘争
純正フィンランド主義者は、愛国のあかしとしてフィンランド語を唯一の公用語とすることを求めて運動を起こし、フィンランドにおける言語闘争と呼ばれた。。
純正フィンランド主義者は、スウェーデン語風の名字をフィンランド語風に改姓する運動を起こし、1935年には改姓キャンペーンが行われた。『ガルム』では、スウェーデン語系の家庭の子供が両親に改姓を提案する様子や、改姓を強要する死の天使を描いた（トーベ画）。

#### 教育
公用語としてフィンランド語の地位が強化されるにつれ、スウェーデン語系の家庭では子供に『カレワラ』風の名をつけたり、子供をフィンランド語の学校に通わせることが増えた。
1936年の『ガルム』は「わが子をフィン語系学校にやるスウェーデン語系の父親たちに贈る頌歌」と題して、子供の出世のために数的に優位なフィンランド語を学ばせる親を風刺した（トーベ画）。

#### 文芸
フィンランド初のノーベル文学賞受賞者は、フランス・エーミル・シランペーだった。シランペーはフィンランド語で創作しつつスウェーデン語系文化にも理解を示し、IKLなどによる暴力行為を非難した。IKLもシランペーを非難し、対立の影響でシランペーは受賞を再三逃していた。
『ガルム』はシッランパー糾弾の中心人物だったエリアス・シモヨキ牧師を風刺した。シモヨキがおまるに腰かけた幼児を教育しているイラストで、幼児はシモヨキが設立した極右団体の青黒隊の若者を象徴している（ベルイマン画）。

#### メディア
フィンランド語のメディアには、スウェーデン語系の戯曲を上演するスヴェンスカ劇場を非難をする新聞や雑誌が存在した。スウェーデン語は基本法で公用語として認められているにもかかわらずメディアが攻撃をしたことは、スウェーデン語系の人々にショックを与えた。
『ガルム』はスウェーデン語文化を攻撃するメディアを名指しで風刺した。1936年のイラストでは、『ヘルシンギン・サノマット』、『ウーシ・スオミ（新生フィンランド）』、『アヤン・スウンタ（時代の流れ）』の3紙がスヴェンスカ劇場に丸太を抱えて突進している（ベルイマン画）。

#### ナチス・ドイツ
1930年代後半からは、ナチス・ドイツを題材とするようになる。1935年のイラストでは、人形を買いに行った子供が店員にナチス式の敬礼をするハイル・ヒトラー人形をすすめられている（トーベ画）。
ミュンヘン会談についての1938年に開催されたイラストはヒトラーを風刺して議論を呼んだ。子供姿のヒトラーが泣きながらケーキを欲しがっており、大人たちがケーキを差し出している。ヒトラーの足元には、アルザス、ダンツィヒ、ロートリンゲン、ポーランド回廊、ルーマニアなどの地名が書かれたケーキが転がっている（トーベ画）。ヒトラーの幼稚さと他国への侵攻を戯画化して好評を呼んだが、イタリアやドイツに同調していたIKLなどの民族主義者は抗議した。このイラストはのちに1945年の表紙でも使われ、レインは自らの判断の正しさを示すものとしてコメントをつけた。

### 1940年代

#### 冬戦争
ドイツとソ連は独ソ不可侵条約の秘密議定書によって、フィンランドをソ連の勢力圏にすることを決めていた。ソ連はフィンランドに相互援助条約を提案するが交渉は決裂に終わり、11月に冬戦争が始まった。ソ連軍は人的・物的に優位にあったが、フィンランド軍の抵抗によりマンネルハイム線で膠着した。
1940年3月の『ガルム』は、冬戦争におけるソ連の軍事力を風刺した。1コマ目ではスターリンそっくりの兵士が剣に手をかけてガルムを威嚇するが、2コマ目に剣を抜いてみると刃が短かく、ガルムに嘲笑されている（トーベ画）。このスターリン風の姿が検閲にかかり、髭を生やした兵士に変更させられた。当時のフィンランドはソ連と交渉中で、当局がソ連を刺激する表現を避けたためだった。1940年12月には、フィンランドに好意的だがソ連を止める実効力に欠けている国際世論を皮肉として描いた。機雷に囲まれた船の上でフィンランド人が平和の象徴であるオリーブの枝をふり、周囲からは応援の声だけが届く（トーベ画）。

#### 戦時生活
1940年3月のイラストでは、空襲警報を聞いて防空壕に向かう女性たちが、いい男がいるという噂の防空壕へ行こうと相談している（トーベ画）。1940年12月には物不足を風刺し、富裕者が食料品を買い占める様子を描いた（トーベ画）。1942年3月のイラストでは、朝の開店と同時にタバコを買おうと押し寄せる客に、「タバコはありません」と店員が答えている。しつこい客に店員が3回ずつ否定しなければならないので、店員に同情されたしという解説が付いている。物不足はその他にもシャワーの温水、石鹸、燃料の石油・石炭・薪などさまざまに描かれた。
戦時の日常を切手風にした連作もあり、物に囲まれた「買い占め夫人」、ガイコツ姿の「納税者と消費者」、疎開先で食生活に恵まれた「スウェーデンから帰国した子供」などが描かれた（トーベ画）。フィンランドの戦火を逃れて多数の子供がスウェーデンやデンマークに疎開したが、民族主義者の中には疎開に反対する者がいた。1942年4月のイラストでは、国外に疎開する子供を虫取り網で捕まえようとする純正フィン主義者が風刺された（トーベ画）。
戦時中は戦意をそぐ表現が検閲の対象となり、時事的なテーマにかぎらず恋愛シーンも検閲された。1942年のイラストでは、検閲係の女性が連続小説を読みながら恋愛の成就に涙している。一般読者に見せないために不適切なシーンを塗りつぶす仕事をしつつ、その内容に自分たちは興味をもっている様子を風刺した
（トーベ画）。このイラストそのものが検閲にかかり、掲載は戦後になった。
1943年には「現代のアルファベット」という題でトーベのイラストとグンナル・モルテンソンの詩が掲載された。大半は戦争に関する内容で、以下のような詩だった。

#### 独ソ戦、継続戦争
ソ連と交戦したフィンランドと異なり、中立を保ったスウェーデンではソ連に好意的な意見もあった。独ソ不可侵条約によってソ連への不信感が高まったが、独ソ戦が始まると再び好意的な意見となった。そこで『ガルム』はソ連に好意的なスウェーデンの言論人を風刺した。1939年の粗野なイメージの赤軍兵と、1943年の天使のようなイメージの赤軍兵を並べて、意見の変節を象徴している（トーベ画）。

#### ラップランド戦争
第二次世界大戦中のフィンランドはドイツに協力し、北部のラップランドを中心に20万人のドイツ軍が駐留した。フィンランドが1944年9月にソ連およびイギリスとモスクワ休戦協定を結んで敗戦国となったのちは、駐留ドイツ軍は自主的な撤退を求められた。しかしドイツ軍は抵抗をして略奪を働き、フィンランド軍とラップランド戦争が起きた。
1944年の10月号表紙では、ラップランド戦争を題材にした。ラップランドを略奪するドイツ軍兵士の顔は全てヒトラーになっている（トーベ画）。トーベの制作メモには、「物資調達株式会社（アー・ベー・べゾルゲン）。ラップランドで調達三昧のヒトラー10人」と書かれている。

#### ファシズム
1944年11月以降にナチス・ドイツの不利が明らかになると、北欧のナチス・ドイツ支持者やファシストは、保身のために言動を変え始めた。『ガルム』では彼らの失墜や保身を皮肉として描いた。「変身請負工場」というタイトルのイラストでは、ハーケンクロイツやQのマークを付けた人間が機械に入り、天使のような姿になって機械から吐き出されている（トーベ画）。

#### 核兵器
日本への原子爆弾投下の約1年後の1946年8月号では、ウラン135と書かれたブリーフケースを持つ武器商人が、平和を象徴するシュロの葉を持つ天使に別れを告げるイラストが掲載された（トーベ画）。核兵器の封印を訴えたメッセージとされる。

#### ムーミン・トロールの原型
『ガルム』は、トーベの『ムーミン』シリーズの原型になったキャラクターが初めて登場したメディアでもある。当初はスノークという名前になっており、1941年12月の「親族の樹」というイラストでは家系図のような樹木の名札に「スノーク」の名がある。1943年4月のイラストでは鼻の長い生き物にスノークの名札がついている。その後、角のある姿など試行錯誤をへて、丸い鼻面、小さな丸い耳、ゆったりした体型、先のふさふさした尻尾などムーミン・トロール的な外見が1944年頃にかたまっていった。
『ムーミン』シリーズの第1作『小さなトロールと大きな洪水』（1945年）が出版されると、ムーミン・トロールとスノークは別のキャラクターとして区別されるようになる。トーベは自分をスノーク夫人と呼ぶ時もあり、スノークはトーベの署名がわりになった。1947年頃になるとムーミン・トロールが大きく描かれるようになり、作者の分身や署名の機能ではなく主役として表紙に登場している。

### 1950年代
フィンランドでは戦後の復興が進み、1952年にヘルシンキオリンピックが成功し、同年にソ連への賠償金を払い終わった。かつては世界で最も厳しいといわれた禁酒法が変わり、排他的な民族主義は縮小した。トーベは1940年代後半には政治風刺から手をひき、「ボビー伯爵とムッキ男爵」という不定期連載をした。ムーミン・トロールは引き続き表紙や誌面に登場した。『ガルム』にとっての題材は減ってゆき、レインの急逝によって1953年12月が終刊号となった。

## 装丁
サイズはA4判よりひとまわり大きく、B4判よりは少し小さめだった。戦時中は紙とインク不足からA4になった。ページ数は表紙を含めて10数ページで、夏至やクリスマスの特別号で約30ページだった。
表紙は二色刷りで、内表紙は本文と同じ紙で通常は黒の単色だった。外表紙では季節感を出し、内表紙では時事の話題を諷刺した。外表紙は美的な側面を表現するので、定期的に外表紙を手がける画家は首席画家として扱われた。創刊号の外表紙はシグネ、内表紙はマルクス・コリンが描いた。トーベは1935年の夏至号で初めて表紙を描き、1939年以降は外表紙の7割から8割を手がけた。トーベの公式サイトで、表紙の一部を閲覧できる。

## 部数、刊行ペース
創刊号は、1000部の予約購読と1000部の街売りで合計2000部を計上した。刊行ペースは、当初は週刊が予告されていたが、実際には月2回から月1回でほぼ隔週となり、戦時中は物資不足から不定期となった。
スウェーデン語であるため、フィンランド国内だけでなくスウェーデンの読者も期待できる利点があった。そのため値段はフィンランド通貨のマルッカとスウェーデン通貨のクローナの両方で記載された。

## 広告
広告はスウェーデン系やゲルマン系の広告主がほとんどで、老舗の企業が多かった。特にクリスマス商戦には多数の広告が掲載された。出版社のセーデルストレムやシルツ、高級ホテルのホテル カンプ、デパートのストックマン、菓子メーカーのファッツェルなどが広告主だった。創刊号から広告スペースを多く用意し、全32ページのうち全面広告が9ページあった。

## 評価、影響
独立後のフィンランドは国内では内戦や言語闘争、対外的には第一次大戦、冬戦争と継続戦争、第二次大戦などが続き、『ガルム』の全盛期もこの時期だった。フィンランドが戦争で敗北した場合はドイツやソ連に征服される可能性があると考えられていたため、そうした国々を批判する文章や絵は無署名が基本だった。しかしトーベなどの画家はナチス・ドイツやソ連を署名で風刺しており、作者の将来を心配する声もあった。1940年代にフィンランドがドイツに協力を始めると、ナチズムに反対するメディアは非難を浴びた。自由主義的な『スヴェンスカ・プレッセン（新報道）』は廃刊に追い込まれ、『ガルム』も非難されたが廃刊はまぬがれた。レインは特にナチズムに反対していたため、戦時中はブラックリストに載っていた。
資金難や物資の不足、公私にわたる嫌がらせ、検閲などがありつつも、『ガルム』は人気を保った。発行期間はスウェーデン語のカリカチュア雑誌としては最も長命の30年となり、レインの急逝で終刊となるまで続いた。